# Reinier Cornelis Bakhuizen van den Brink

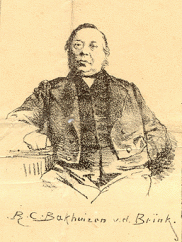
R.C. Bakhuizen van den Brink, omkring 1860.

Reinier Cornelis Bakhuizen van den Brink, född 24 februari 1810 i Amsterdam, död 15 juli 1865 i Haag, var en nederländsk arkivarie, historiker och litteraturvetare. 
Bakhuizen van den Brink, som var lärjunge till Jan Bake i Leiden, anställdes 1854 som arkivarie vid riksarkivet i Haag. Han författade till en början historiska noveller i nyromantikens anda, men i och med sitt medarbetarskap i den av Everhardus Johannes Potgieter grundade tidskriften De Gids (1837) och efter vistelsen i utlandet 1843–1851 skiftade han alltmer till realism och historiska studier. 
Bakhuizen van den Brink gjorde värdefulla insatser vad gäller det Nederländska arkivväsendet och uppkomsten av en metodisk historieforskning i Nederländerna. Genom sin berömda studie av Joost van den Vondel, Vondel met roskam en rommelpot och recensionen av Matthias de Vries utgåva av Pieter Corneliszoon Hoofts "Warenar" (i De Gids 1837 och 1843) gav han första impulsen till verklig litteraturforskning i Nederländerna. Hans Studien en schetsen over vaderlandsche geschiedenis en letteren utkom i fyra delar 1860–1877 (med biografi av Potgieter). 